# Idrætsparken Station
Idrætsparken Station er en letbanestation på Odense Letbane, beliggende på Højstrupvej ud for Odense Idrætspark i Odense-forstaden Bolbro. Stationen åbnede sammen med letbanen 28. maj 2022.
Letbanen ligger på den nordøstlige side af Højstrupvej. Stationen ligger lige sydøst for krydset med Møllemarksvej, der blev ombygget fra en rundkørsel i forbindelse med anlæggelsen af letbanen. Stationen består af tre spor og to perroner, så der er plads til at indsætte ekstra letbanetog ved store begivenheder i idrætsparken. Mellem letbanen og idrætsparken er der en aflang plads med klinkebelægning og træer. På Israels Plads overfor idrætsparken er der anlagt en parkeringsplads.
Odense Idrætspark ligger i området nordøst for vejen. Den omfatter blandt andet Odense Boldklubs hjemmebane Odense Stadion, Odense Håndbolds hjemmebane Odense Idrætshal, Odense Atletik/OGF's hjemmebane Odense Atletikstadion, Odense Bulldogs hjemmebane Odense Isstadion og cykelbanen Thorvald Ellegaard Arena Odense. I området sydvest for vejen ligger der etageejendomme, rækkehuse, det lille Højstrup Butikstorv og Egmont Plejecenter.
Idrætsparken
| Foregående station        |  | Odense Letbane                       |  | Efterfølgende station |
| ------------------------- |  | ------------------------------------ |  | --------------------- |
| Højstrup mod Tarup Center |  | Tarup Center - Hjallese fra maj 2022 |  | Bolbro mod Hjallese   |